# Hot towel
En Hot towel er en dampende varm og fugtig frotté-serviet/vaskeklud som bruges til at forfriske sig med. Hot towels stammer oprindeligt fra Japan (japansk: Oshibori), hvor de anvendes som en forfriskning før indtagelse af mad.
I Østen bliver servietten, om sommeren, serveret kold, og resten af året serveres den varm.

## Anvendelsesområder
Hot towels anvendes i dag mange steder, også i den vestlige verden, primært indenfor:
- Restauranter
- Hoteller
- Golfklubber
- Casinoer
- Barbersaloner
- Tandlæger
- Spa- og wellness resorts
- Luftfart

### Andre områder
Et andet område hvor konceptet anvendes er i forbindelse med traditionel vådbarbering (Hot Towel Shave), der tilbydes til den kræsne herre hos flere barbersaloner.

### Varianter
Hot towels findes i mange varianter, lige fra billige én-gangs non-woven fugtservietter til vaskbare og genanvendelige 100% vævede bomuldsklude.

## Udlejning
Der er i de senere år opstået en hel branche omkring udlejning af hot towels, således at f.eks. restauranter og hoteller lejer servietterne, som de så udleverer til deres kunder, og indsamler igen. 